# Владыкино (Московская область)
Владыкино — деревня в Клинском районе Московской области, в составе Городского поселения Клин. Население — 12 чел. (2010). До 2006 года Владыкино входило в состав Спас-Заулковского сельского округа.

## Расположение
Деревня расположена в северной части района, примерно в 15 км к северу от города Клин, у границы с Тверской областью, на безымянном ручье, левом притоке реки Ведома (правый приток реки Дойбицы), высота центра над уровнем моря 163 м. Ближайшие населённые пункты — Захарово в 0,5 км на северо-восток и Вьюхово в 1,5 км на юг.

## Население
| 2002 | 2006 | 2010 |
| ---- | ---- | ---- |
| 27   | ↘13  | ↘12  |